# Борисова, Раиса Алексеевна
Раиса Алексеевна Борисова род. 30.12.1939 — оператор машинного доения колхоза «Родина» Благодарненского района Ставропольского края, полный кавалер ордена Трудовой Славы (1991).

## Биография
Родилась 30 декабря 1939 года в селе Дербетовка Апанасенковского района Ставропольского края, в крестьянской семье. Русская. Окончила школу-семилетку.
Трудовую деятельность начала в январе 1955 года рядовой колхозницей в колхозе имени Сталина: работала в полеводческой бригаде разнорабочей, сеяла зерновые культуры, вносила минеральные удобрения. С октября 1971 года работала на молочно-товарной ферме дояркой.
В 1974 года с семьей переехала в село Елизаветинское Благодарненского района Ставропольского края. Многие годы работала оператором машинного доения колхоза «Родина».
В совершенстве владела технологическим процессом доения коров, активно внедряла передовые технологии кормления и содержания животных, что позволяло получать высококачественную продукцию. Много лет занимала первое место по надоям в Благодарненском районе. Ей принадлежит абсолютный рекорд - надой 7 тысяч литров молока от каждой коровы, полученный в годы 10 пятилетки (1975-1980).
Указом Президиума Верховного Совета СССР от 16 декабря 1980 года Борисова Раиса Алексеевна награждена орденом Трудовой Славы 3-й степени.
В последующие годы она оставалась лидером среди мастеров машинного доения коров не только в Благодарненском районе, но и за его пределами. На молочно-товарной ферме при ее непосредственном участии внедрялась поточно-цеховая система производства молока с двухсменным режимом работы, которая действует до сих пор. Эта ферма является одной из лучших в Ставропольском крае, здесь была организована и успешно действовала школа передового опыта по использованию указанной системы производства молока.
Указом Президиума Верховного Совета СССР от 29 августа 1986 года Борисова Раиса Алексеевна награждена орденом Трудовой Славы 2-й степени.
Указом Президента СССР от 3 декабря 1991 года за большой личный вклад в развитие сельскохозяйственного производства Борисова Раиса Алексеевна награждена орденом Трудовой Славы 1-й степени. Стала полным кавалером ордена Трудовой Славы.
Впоследствии для передовиков производства был установлен приз им. Р. А. Борисовой. Работала на ферм до выхода на пенсию. Общий трудовой стаж – 42 года. За 23 года работы только два раза была в отпуске.
Проживала в селе Елизаветинское.
Удостоена званий «Почетный гражданин Благодарненского муниципального района Ставропольского края», «Почётный гражданин с.Елизаветинского».

## Награды
Награждена орденами Трудовой Славы 1-й, 2-й, 3-й степеней:
3 ст. 16.12.1980 № 461913
2 ст. 29.08.1986 № 29237
1 ст. 03.12.1991 № 965
- медалями[1].